# 长美乡
长美乡，是中华人民共和国广西壮族自治区河池市环江毛南族自治县下辖的一个乡镇级行政单位。

## 行政区划
长美乡下辖以下地区：
长美社区、内同村、八福村、内典村、关安村和爱洞村。